# Sleeper House
Das Sleeper House, auch als Deaton Sculptured House bekannt, ist ein Haus, das von dem Architekten Charles Deaton 1963 entworfen und 1965 fertiggestellt, jedoch anschließend nicht bewohnt wurde. Es wurde durch den Film Der Schläfer von Woody Allen und seine futuristisch anmutende Architektur bekannt.
Nachdem das Haus als Filmkulisse gedient hatte, verfiel es, bis der US-amerikanische Millionär Michael Dunahay es für geschätzte 5 Millionen US-Dollar kaufte und renovieren ließ. Das Interieur wurde ebenfalls komplett erneuert, passt aber in den Stil des Hauses der sechziger Jahre. Das Haus besteht aus etwa einem Dutzend Zimmern, davon fünf Badezimmer, und hat eine Gesamtwohnfläche von 700 Quadratmetern. Dunahay hat es mit Steinfußböden aus Italien und Edelhölzern aus Afrika verlegen und auskleiden lassen. Das Hauptcharakteristikum wird jedoch durch die Wände gebildet: mit einer Ausnahme sind diese gewölbt.
Das Haus ist auch unter den Namen Spaceship House, Taco House, Eyelid House und Sculptured House bekannt. Es liegt im US-Bundesstaat Colorado, etwa 40 km von Denver entfernt, auf 2600 m Höhe an einem Hang der Gennessee Mountains.
Das Gebäude ist seit dem 24. Februar 2004 als Deaton Sculptured House im National Register of Historic Places eingetragen.